# Stadion Evžena Rošického
Stadion Evžena Rošického je višenamjenski stadion u Pragu, u Češkoj. Nalazi se u četvrti Strahov, u blizini istoimenog stadiona koji je najveći stadion na svijetu. Ovaj stadion prima 19.032 gledatelja.
Ime je dobio po Evženu Rošickomu, češkom atletičaru i sudioniku pokreta otpora, kojeg su 1942. ubili nacisti.
Na njemu je 1978. održano Europsko prvenstvo u atletici kojemu je Prag bio domaćin. Osim tog prvenstva stadion je godinama bio mjesto održavanja i ostalih atletskih natjecanja kao što su Memorijal Evžena Rošického i Memorijal Josefa Odložila. Tako je bilo do 2002. kada su natjecanja prebačena na stadion Juliska.
Stadion se koristio i kao nogometni pa je na njemu od kolovoza 2000. do svibnja 2008. svoje domaće utakmice igrala praška Slavia koja se zatim preselila na svoj novoizgrađeni stadion Eden. Koristili su ga i drugi praški nogometni klubovi, a često se na njemu igraju i završnice Češkog nogometnog kupa. 